# شروود (آرکانزاس)
شروود (آرکانزاس) (به انگلیسی: Sherwood, Arkansas) یک شهر در ایالات متحده آمریکا با جمعیت ۲۹٬۵۲۳ نفر است که در آرکانزاس واقع شده‌است.